# Битва при Наксосе
Битва при Наксосе (376 год до н. э.) — сражение между афинским и спартанским флотами во время Беотийской войны.

## События, предшествовавшие битве
В 378 году до н. э. началась Беотийская война, когда Афины поддержали Фивы в их войне против Спарты. Тогда же был образован Второй афинский морской союз, направленный на свержение спартанской гегемонии в Эгейском море. Располагая денежными средствами союзников, Афины построили флот в 100 триер, пополнили армию наёмниками и стали достаточно внушительной силой на Балканах.
Спартанцы были вынуждены направить против возрождающихся Афин свой флот. В 376 году до н. э. афинский флот под командованием Хабрия действовал в Эгейском море против спартанской эскадры Поллида. Хабрий выступил против союзного спартанцам города Наксоса, укомплектовав флот афинскими гражданами (а не наёмниками, как это уже было принято), осадил его и приступил к штурму. При появлении спартанцев со стороны острова Парос Хабрий выдвинул против них свои корабли.

## Ход битвы
Два флота выстроились и сошлись в битве. Поллид, командовавший правым флангом спартанского флота, атаковал противостоявший ему фланг афинян, которым командовал Кедон, убил афинского военачальника, нанёс афинянам чувствительные потери и начал их теснить. Хабрий вовремя выслал подкрепление отступавшему флангу, одновременно нападая на спартанцев на всей линии сражения.
Вскоре спартанцы потерпели поражение и обратились в бегство. Памятуя о судьбе афинских стратегов после их победы в битве при Аргинусских островах, Хабрий воздержался от преследования бегущих спартанцев. Он занялся спасением афинских моряков — живых принял на борт, а павших предал погребению.
Потеряв в бою 18 своих триер, потопив 24 спартанских корабля и восемь захватив со всем экипажем, Хабрий поплыл с добычей в Пирей.

## Последствия битвы
Победа, одержанная Хабрием, вдохновила афинян, так как это была их первая морская битва, которую они выиграли после Пелопоннесской войны, сражаясь против греков собственными силами, без всякой поддержки. Хабрий привёз в Афины значительную добычу (49 триер, 3 тыс. пленных и 160 талантов). Он встретил восторженный приём граждан и в память о победе установил ежегодную раздачу вина афинянам в шестнадцатый день боэдромиона.
Эта победа укрепила Второй Афинский морской союз, к которому начали присоединяться новые города. Отовсюду изгонялись спартанские гарнизоны, а афинский флот, сосредоточившись вокруг Пелопоннеса, склонил к вступлению в новый союз многие общины западного побережья Греции.
Спартанцы, потерпев поражение, временно отказались от противостояния с Афинами, направив свои силы против Фив.